# Bellecombe (Québec)
Pour les articles homonymes, voir Bellecombe.
Bellecombe est un quartier de Rouyn-Noranda et le nom d'une ancienne municipalité de la région administrative de l'Abitibi-Témiscamingue à l'ouest du Québec.

## Géographie
Le quartier de Bellecombe est situé à 21 km au sud du centre-ville de Rouyn-Noranda, par la route des Pionniers. 
Ce quartier fait partie du district sud avec les quartiers de Beaudry et de Cloutier. Avec 733 km², Bellecombe représente le deuxième plus vaste quartier de la ville, après Cadillac.

## Histoire
Les premières familles venues pour défricher, s'installent et fondent Sainte-Agnès-de-Bellecombe en 1935. L'ouverture de la paroisse Saint-Roch-de-Bellecombe suit en 1938.
En 1979, les deux paroisses se municipalisent pour former une seule entité administrative sous le simple nom de « Bellecombe ».
À la suite des réorganisations municipales québécoises de 2002, l'ensemble des municipalités de la MRC de Rouyn-Noranda fusionnent en une seule.
En date du 1er janvier 2002, la municipalité de Bellecombe fusionne donc avec la ville de Rouyn-Noranda pour former une municipalité régionale de comté. Bellecombe est aujourd'hui un quartier de la nouvelle ville.
Aujourd'hui la Ville de Rouyn-Noranda a le double statut de MRC et de municipalité locale,.

## Toponyme
Le nom de Bellecombe vient du capitaine des grenadiers Guillaume Léonard de Bellecombe, officier de l’armée de Louis-Joseph de Montcalm qui combattit à Québec en 1759lors de la bataille des plaines d'Abraham et grièvement blessé lors de la bataille de Signal Hill le 15 septembre 1762